# Prawo o zgromadzeniach
Prawo o zgromadzeniach – nazwa polskich ustaw uchwalonych przez Sejm, regulujących kwestie prawne związane z realizacją wolności zgromadzeń i zgromadzeniami.

## Ustawa z dnia 5 lipca 1990 r.
Ustawa określała:
- zasady organizowania zgromadzeń
- tryb postępowania w sprawie zgromadzeń
- zasady odpowiedzialności karnej za wykroczenia przeciwko zgromadzeniom.

Wcześniejsze ustawy o zgromadzeniach były z 5 sierpnia 1922, 11 marca 1932 i 29 marca 1962.

### Nowelizacje
Ustawę znowelizowano kilkukrotnie. Ostatnia zmiana weszła w życie w 2012 roku.

## Ustawa z dnia 24 lipca 2015 r.
Ustawa określa:
- zasady organizowania, odbywania i rozwiązywania zgromadzeń
- tryb postępowania uproszczonego w sprawach zgromadzeń
- zasady organizowania i rozwiązywania zgromadzeń spontanicznych.

Ustawa uchyliła ustawę z dnia 5 lipca 1990 r. – Prawo o zgromadzeniach.
Odrębne przepisy normują działalność artystyczną i sportową. 
Uchwalenie ustawy z 24 lipca 2015 r. miało związek z wykonaniem wyroku Trybunału Konstytucyjnego z dnia 18 września 2014 roku (sygn.  akt  K  44/12) oraz wytycznych wskazanych przez Europejski Trybunał Praw Człowieka w wyroku z dnia 3 maja 2007 r. w sprawie Bączkowski i inni przeciwko Polsce (skarga  nr 1543/06).  

### Nowelizacje
Ustawę znowelizowano czterokrotnie. Ostatnia zmiana weszła w życie w 2022 roku.